# 埃斯泰龍河
43°49′8″N 7°11′8″E / 43.81889°N 7.18556°E
埃斯泰龍河（法语：Estéron）是法國的河流，位於該國東南部，河道全長67公里，發源自索萊亞附近，流經加爾和罗凯斯泰龙，河口處在圣马丹迪瓦尔。

## 外部連結
- http://www.geoportail.fr （页面存档备份，存于）
- The Estéron at the Sandre database